# Bernard Fontana
Bernard Fontana, né le 11 mars 1961 à Tamatave (Madagascar), est un ingénieur du corps de l'armement et dirigeant d'EDF. 

## Biographie
Il entre en 1981 à l'École polytechnique. Il est ensuite élève à l'ENSTA et ingénieur du corps de l'armement.
En 1987, il entre à la SNPE où il s'occupe de chimie fine et d'explosifs industriels, puis séjourne 2 ans comme directeur des opérations en Amérique du Nord (1998-2000), puis devient directeur général adjoint.
De 2004 à 2010, il occupe des postes de direction au sein d'ArcelorMittal, où il s'occupe notamment de ressources humaines. En 2010, il dirige ArcelorMittal Stainless Steel Division, qu'il sépare du groupe ArcelorMittal et introduit en bourse en 2011 sous le nom de Aperam.
En janvier 2012, il devient le patron du cimentier Holcim, qu'il mène jusqu'à la fusion avec Lafarge en juillet 2015.
À cette époque se posait l'ardu problème de restructurer l'industrie française de fabrication des réacteurs nucléaires. Bernard Fontana accepte la proposition que lui font Philippe Varin et Jean-Bernard Lévy de s'en occuper.
C'est ainsi que, en septembre 2015, il devient le dirigeant opérationnel d'AREVA NP, et il devient président du directoire le 1er juillet 2016. Il fait rebaptiser la société de l'ancien nom de Framatome. L'entreprise, qui accumulait les pertes, redevient rentable sous sa direction.
Il est aussi membre du conseil d'administration de Thalès depuis 2018.
Le 21 mars 2025, l'Etat français propose de le nommer président-directeur général d'Électricité de France à la place de Luc Rémont, non renouvelé. Cette nomination est soumise à l'accord du parlement,. 
Mercredi 30 avril 2025 matin, la commission des affaires économiques a auditionné Bernard Fontana, dont la nomination aux fonctions de Président-Directeur général d’Électricité de France (EDF) est envisagée par le Président de la République.
Avec un total cumulé de 55 voix pour et de 40 voix contre, les commissions des affaires économiques du Sénat et de l'Assemblée nationale se sont prononcées en faveur de cette nomination.
|                                                                                           | Commission des affaires économiques de l’Assemblée nationale | Commission des affaires économiques du Sénat | Cumul des résultats |
| Nombre de votants                                                                         | 55                                                           | 43                                           | 98                  |
| Abstentions                                                                               | 2                                                            | 0                                            | 2                   |
| Bulletins blancs ou nuls                                                                  | 0                                                            | 1                                            | 1                   |
| Suffrages exprimés                                                                        | 53                                                           | 42                                           | 95                  |
| Seuil des 3/5ème des suffrages exprimés (nombre d’avis défavorables requis pour un rejet) |                                                              |                                              | 57                  |
| Avis favorables                                                                           | 41                                                           | 14                                           | 55                  |
| Avis défavorables                                                                         | 12                                                           | 28                                           | 40                  |

Le 5 mai 2025, en application de l’article 19 de l’ordonnance n°2014-948 du 20 août 2014 et de l’article 13 de la Constitution, le Conseil d’administration d'EDF, après avoir pris acte de l’avis favorable émis par les commissions compétentes de l’Assemblée nationale et du Sénat le 30 avril 2025, a décidé de proposer au Président de la République la nomination de Bernard Fontana en qualité de Président-Directeur général d’EDF. 
Bernard Fontana est officiellement nommé Président-Directeur général du groupe EDF le 7 mai 2025, par décret du président de la République.